# 와동 (치의학)
와동(cavity)이란 치아의 병소 부위를 제거한 후 수복할 재료의 특성에 맞는 형태를 가지는 구조를 말한다. 치아를 형태적, 기능적, 심미적으로 적절히 수복할 수 있도록 경조직의 결손부위를 모두 제거하여 우식의 재발가능성을 방지하고, 저작압에 의해 수복물이 파절 및 탈락 하지 않도록 치아에 기계적인 변화를 부여하는 과정을 와동형성(Cavity preparation) 또는 치아형성(Tooth preparation)이라고 한다.